# Банер, Клаус
Клаус Эрих Банер (нем. Klaus Erich Bahner; 30 ноября 1937, Криммичау, Саксония — 13 октября 2011, Гера, Тюрингия) — восточногерманский хоккеист на траве, полевой игрок. Участник летних Олимпийских игр 1964 и 1968 годов.

## Биография
Клаус Банер родился 30 ноября 1937 года в немецком городе Криммичау.
Играл в хоккей на траве за «Мотор» из Йены. В его составе пять раз становился чемпионом ГДР по хоккею на траве (1962—1963, 1965—1967), четыре раза — по индорхоккею (1961—1962, 1965—1966). В 1967 году перешёл в «Мотор» из Меране, с которым в 1969 году стал чемпионом страны по индорхоккею.
В 1960 году дебютировал в сборной ГДР. 
Участвовал в отборочной серии из четырёх матчей против хоккеистов ФРГ, по итогам которой определилось, какая из команд будет выступать под маркой ОГК.
В 1964 году вошёл в состав сборной ОГК по хоккею на траве на летних Олимпийских играх в Токио, занявшей 5-е место. Играл в поле, провёл 9 матчей, мячей не забивал.
В 1968 году вошёл в состав сборной ГДР по хоккею на траве на летних Олимпийских играх в Мехико, занявшей 11-е место. Играл в поле, провёл 8 матчей, мячей не забивал.
В 1960—1968 годах провёл за сборную ГДР 66 матчей.
Умер 13 октября 2011 года в немецком городе Гера.

## Семья
Жена — Эдит Хайнике.
Свояченица — Эрика Хайнике (род. 1939), восточногерманская конькобежка, участница зимних Олимпийских игр 1964 года.